# Радмила Петровић
Радмила Петровић (Београд 21. јануар 1923 - Београд 4. јануар 2003) била је српски етномузиколог.

## Биографија
У Београду је завршила основно, средње и музичко школовање. На Филозофском факултету у Београду дипломирала је енглески језик и књижевност 1951, а на Музичкој академији у Београду Наставнички одсек 1955. Магистрирала је код М. Васиљевића с темом Типови лествица у источних народа и у српском народном мелосу (1962). Усавршавала се код познатог етномузиколога Д. Мекалестера у САД (David P. McAllestera, Weѕleyan University, Middletown Connecticut USA) 1965/66. школске године. Докторирала је на одсеку за музикологију Филозофског факултета у Љубљани са темом Српска народна музика – песма као израз народног музичког мишљења, ментори су били академик Драготин Цветко и проф. др Змага Кумер. Била је гост предавач на Универзитету у Питсбургу, где је активно сарађивала са извођачком групом Тамбурица.
Проучавала је српски музички фолклор, посебно вокалну музику (монографски радови: златиборска, пријепољска и врањска област, Јадар, Шумадија, Крушевац и околина, Косово, Војводина), а бавила се и историјом југословенске фолклористике и истраживањима балканског народног мелоса. Народну музику је прочавала као део народне културе. Учествовала је на многобројним међународним и југословенским етномузиколошким конференцијама и манифестацијама, а етномузиколошке студије је објављивала најчешће на енглеском и српском језику у бројним домаћим иностраним едицијама. Писала је сценарије и коментаре за документарне филмове, сарађивала активно са групом Црнућанка и са многобројним аматерским ансамблима у Србији.
Годинама је била члан Извршног одбора Међународног савета за музички фолклор (IFМC), члан уредништва часописа Звук (Сарајево) и International Review of the Aesthetics and Sociology of Music (Загреб). Учествовала је у многобројним телевизијским емисијама и дугогодишњој контакт емисији Знање и имање.

## Дела
Књиге
- Српска народна музика – песма као израз народног музичког мишљења, САНУ, Посебна издања, књ. DXCIII, Одељење друштвених наука, књ. 98, Београд 1989, стр. 168
- Коаутор Јелена Јовановић, Еј, Рудниче, ти планино стара – Традиционално певање и свирање групе Црнућанка, Музиколошки институт САНУ, Културни центар Горњи Милановац и Вукова задужбина, Београд 2003, стр 144 + CD (на српском и енглеском)

Приређена издања
- ЛП плоча Српска народна музика, Музиколошки институт САНУ и ПГП РТБ, 2510057 стерео, Београд 1981.
- ЛП плоча Све девојке на седељку дошле – народна музика крушевачког краја, Народни музеј Крушевац и Дискос, ЛПД-001, Александровац, 1988.
- ЛП плоча Добродошли на Рудник – традиционална народна музика из села Црнуће на Руднику, Музиколошки институт САНУ, Центар за културу Горњи Милановац и ПГП РТБ, 1990

Студије, научна критика, лексикографија
- Народни мелос области Титовог Ужица, Рад VIII конгреса СУФЈ, гл. ур. Душан Недељковић, Београд 1961, 95-106.
- Two Styles of Vocal Music in the Zlatibor Region of West Serbia, Journal of the International Folk Music Council, Vol. XV, June 1963, 45-48.
- Metoda merenja intervala u narodnim melodijama, Народно стваралаштво - фолклор, св. 6, Београд, април 1963, 434-441.
- Народне мелодије у пролећним обичајима, Рад 9. Конгреса СУФЈ, гл. ур.Јован Вуковић, Сарајево 1963, 407-416
- Naporni i plodotvorni put etnomuzikologa (Miodrag Vasiljević, in memoriam,Zvuk 60, Sarajevo 1963, 691-693.
- Etnomuzikolog Miodrag Vasiljević, Narodno stvaralaštvo-folklor, 8, Beograd 1963, 598-601.
- Deveti kongres Saveza folklorista Jugoslavije, Zvuk 56, Sarajevo 1963, 38-41(prikaz)
- Српска народна музичка традиција у комуни Лепосавић, Гласник Музеја Косова и Метохије, Књ. VII-VIII (1962-1963), Приштина 1964, 435-453.
- Народна музика, Гласник Етнографског музеја, св. 27, Јадар – Вуков завичај,Београд 1964, 451-458.
- Народни мелос Вукова Јадра, Анали Филолошког факултета, Вуков зборник II, Београд 1965, 339-346.
- The Oldest Notation of Folk Songs in Yugoslavia, Studia Musicologica, Academiae Scientiarum Hungaricae, Tomus VII, Fasciculi 14, Budapest 1965, 109-114.
- Sedamnaesta konferencija međunarodnog saveta za muzički folklor, prikaz u: Zvuk 64, Sarajevo 1965, 460-462.
- Ethnomusicology in Yugoslavia, Zvuk 77-78, Sarajevo 1967, 20-30.
- Mokranjčevi dani u Negotinu, prikaz u: Zvuk 80, Sarajevo 1967, 50-51.
- The Concept of Yugoslav Folk Music in the Twentieth Century, Journal of the International Folk Music Council, Vol. XX, 1968, 22-25.
- Mesto etnomuzikologije u Jugoslaviji, Zvuk 87-88, Sarajevo 1968, 482-485.
- Mesto etnomuzikologije u jugoslovenskoj muzici, Jugoslovensko-americki seminar o muzici, Sv. Stefan-Jugoslavija, 6.-14. juli 1968, 341-357.
- Annual Bibliography of European Ethnomusicology – Yugoslavia, Bratislava, I-II, 1966-1967.
- XIV kongres Saveza udruženja folklorista Jugoslavije, prikaz u: Zvuk 81, Sarajevo 1968, 55-56
- Petnaesti kongres Saveza udruženja folklorista Jugoslavije, prikaz u: Zvuk 90, Sarajevo 1968, 645-647.
- XVI kongres Saveza udruženja folklorista Jugoslavije, prikaz u: Zvuk 99, Sarajevo 1969, 434-436.
- Some Aspects in Formal Expression in Serbian Folk Songs, Yearbook of the International Folk Music Council, II, 1970, 63-76.
- The Place of Ethnomusicology in Yugoslav Music, у: Papers of The Yugoslav - American Seminar on Music, ур. Malcolm H. Brown, School of Music, Russian and East European Institute, Bloomington 1970, 164-172.
- Однос мелодије и текста у српским народним песмама, у: Зборник радова југословенских музиколога, Москва 1970
- Mokranjčevi dani u Negotinu, prikaz u: Zvuk 109, Sarajevo 1970, 442-444.
- Народне мелодије из Владичиног Хана и околине, Врањски гласник 7, 1971, 389-408.
- Морфолошке структуре српских народних песама, у: Зборник радова о Стевану Мокрањцу, ур. Михаило Вукдраговић, САНУ, Одељење ликовне и музичке уметности, Београд 1971, 205-220.
- Dvoglas u muzičkoj tradiciji Srbije, Rad 17. Kongresa SUFJ (Poreč 1970), ur. Ur.Vinko Žganec, Zagreb 1972, 333-337.
- Етномузиколошка проучавања, у Српска музика кроз векове, ур. Стана Ђурић-Клајн, Галерија САНУ 22, Београд 1973, 221-238; превод на француски: Les recherches ethnomusicologiques, 239-250.
- Процес акултурације у народној музици Источне Југославије, Звук 2, 1974, 155-160.
- A Process of Acculturation, International Review of the Aesthetics and Sociology of Music, V/1, Zagreb 1974, 218-224.
- Миодраг Васиљевић у развоју српске етномузикологије, Народно стваралаштво-фолклор 47-48, Београд 1974, 28-31.
- Srpska muzika. Narodna, u: Muzička enciklopedija, 3. tom, Jugoslavenski leksikografski zavod, Zagreb 1977, 422-429.
- Народна музика Срба у јужном Банату, Зборник радова XX конгреса СУФЈ у Новом Саду 1973, ур. Душан Недељковић, Београд 1978, 29-35.
- Неке карактеристике народне музичке традиције пријепољске општине, Симпозијум Сеоски дани С. Вукосављевића, књига V, ур. Петар Влаховић, Пријепоље 1978, (посебан отисак), 265-272.
- Društvena uloga čobanske pesme i svirke, Зборник од 25. Конгрес на Сојузот на здруженијата на фолклористите на Југославија (Берово 1978), гл .ур. Лазо Каровски, Скопје 1980, 497-502.
- Коautor Slobodan Zečević Narodna muzika i igra na smotrama u Srbiji, Rad XXIII Kongresa SUFJ, ur. Zoran Palčok, Slavonski Brod 1976, Zagreb 1981, 283-285.
- Zmaga Kumer: Ljudska glasbila in godci na Slovenskem, Slovenska matica, Ljubljana 1983, Narodno stvaralaštvo-folklor, god. XXIII, sv. 1-4, Beograd 1984, 116-118 (prikaz)
- Двогласно певање у музичкој традицији Србије, у: Проблеми народног многогласја, Боржоми, Грузија, СССР, 1986.3
- Песма као израз народног музичког мишљења, Сабор народног стваралаштва Србије 1, год. II, Топола 1986, 8-9.
- Проучавање народне музике Крушевачке Жупе у њеном културном контексту (методолошки приступ), Крушевачки зборник 3, Народни музеј Крушевац 1986/87, 11-13.
- Етномузиколошка истраживања на Косову, у: Зборник Округлог стола о научном истраживању Косова одржаног 26. и 27. фебруара 1985. године, ур. Павле Ивић, Научни скупови САНУ, књ. 43, Београд 1988, 155-161.
- Aktuelle Volkliedforschung in Serbien, Jahrbuch für Volkliedforshung, XXXIII, Berlin 1988, 108-109.
- Коњовићеве маргиналије о фолклору, у: Живот и дело Петра Коњовића, ур. Димитрије Стефановић, САНУ, Научни скупови, књ. 43, Београд 1989, 99-103.
- Коаутор Ана Матовић Народна музика Бање, Зборник радова 36. Конгреса СУФЈ (Сокобања 1989), ур. Драгослав Антонијевић, Београд 1989, 56-62.
- Narodna muzika Šumadije, Traditiones, Slovenska akademija znanosti in umetnosti, Razred za filološke in literarne vede, Zbornik Inštituta za slovensko narodopisje 19, Ljubljana 1990, 163-168.
- Нова песма по народном схватању, у: Право и лажно народно песништво, ур. Мирослав Пантић, Народна библиотека Ресавска школа, Деспотовац 1996, 167-182.

Остали радови
- Folk Music in Three Lingual Community, Kongresni izveštaj, Edinburg 1969.
- Narodna muzika Šumadije, XXVI kongres SUFJ, Kragujevac 1979. (rezime), 18.
- U spomen Lajošu Kišu (1900-1982), Народно стваралаштво-фолклор, год. 22, св. 1, Београд 1983, 65-66.
- Изворност и интервенције, Сабор народног стваралаштва Србије 1, год. II, Топола 1986, 16.
- Народна музика Средске (Косово), Зборник радова 33. Конгреса СУФЈ (Приштина 1986, у штампи)
- Serbian Folk Songs, Folk Dance Scene Baton Rouge, 15, 3. may-june 1987, 1-9.
- Иновација и обнова народног стваралаштва, Сабор народног стваралаштва Србије 1, год. VI, Топола 1990, 10.
- Сабор 1972-1992, Сабор народног стваралаштва Србије 1, год. VII, Топола 1992, 6.
- Народна музика – певање и свирање, Сабор народног стваралаштва Србије 1, год. VIII, Топола 1993, 5-7.
- Коаутор Десанка Ђорђевић 22. сабор народног стваралаштва, Сабор народног стваралаштва Србије 1, год. IX, Топола 1995, 10.
- Народна песма у програмима сабора, Сабор народног стваралаштва Србије, Топола 1997, 6[1]